# Carles de Nassau-Usingen
Carles de Nassau-Usingen (en alemany Karl von Nassau-Usingen) (Usingen, Alemanya, 31 de desembre de 1712 - Biebrich, 21 de juny de 1775). Era fill de Guillem Enric de Nassau-Usingen (1684-1718) i de Carlota Amàlia de Nassau-Dillenburg (1680-1738). Va ser príncep de Nassau-Usingen de 1718 a 1775, i príncep de Nassau-Idstein de 1735 a 1775.

## Matrimoni i fills
El 26 de desembre de 1734 es va casar amb Cristina Guillemina de Saxònia-Eisenach
(1711-1740), filla del duc Joan Guillem de Saxònia-Eisenach (1666-1729) i de la princesa Magdalena Sibil·la de Saxònia-Weissenfels (1673-1726). El matrimoni va tenir quatre fills: Carles Guillem (1735-1803), casat amb Carolina de Leiningen (1734-1810); Francesca (1736-1741); Frederic August. (1738-1816), casat amb la princesa Lluïsa de Waldeck.(1751-1816) i Joan Adolf (1740-1793).
En un segon matrimoni, el 19 de juny de 1743 Carles es va casar amb Maria Magdalena Gross (1714-1787), amb qui va tenir quatre fills més: Felipa Caterina de Biburg (1744-1798); Carles Felip (1746-1789); Sofia Cristina, nascuda i morta el 1750 i Guillem Enric, nascut i mort el 1755.